# Dariusz Stola
Dariusz Jan Stola (ur. 11 grudnia 1963 w Warszawie) – polski historyk, profesor nauk humanistycznych, pracownik Instytutu Studiów Politycznych PAN, członek Ośrodka Badań nad Migracjami Uniwersytetu Warszawskiego. W latach 2014–2019 dyrektor Muzeum Historii Żydów Polskich. Od 2024 członek Academia Europaea.

## Życiorys
W 1982 roku ukończył VI Liceum Ogólnokształcące im. Tadeusza Reytana w Warszawie, a w 1988 studia historyczne na Wydziale Historycznym Uniwersytetu Warszawskiego. W czasie studiów związany był z niezależnym obiegiem wydawniczym: był kolporterem wydawnictw niezależnych (1983–1987), członkiem redakcji pisma „Wola” (1987–89) i niezależnego pisma studenckiego Uniwersytetu Warszawskiego „Refleksy” (1986–87).
W 1994 obronił w Instytucie Historii PAN pracę doktorską Ignacy Schwarzbart w roli reprezentanta żydostwa polskiego w Radzie Narodowej RP, napisaną pod kierunkiem Marcina Kuli. Stopień doktora habilitowanego otrzymał w 2001 na podstawie pracy Kampania antysyjonistyczna w Polsce 1967–1968 w Instytucie Studiów Politycznych PAN. W 2013 otrzymał tytuł profesora nauk humanistycznych.
Od 1994 jest pracownikiem Instytutu Studiów Politycznych PAN, od 1995 równocześnie członkiem zespołu Ośrodka Badań nad Migracjami Uniwersytetu Warszawskiego. W latach 1998–2013 był wykładowcą (w latach 2001–2011 także prorektorem ds. współpracy międzynarodowej) Collegium Civitas. 1 marca 2014 został dyrektorem Muzeum Historii Żydów Polskich. W związku z przypadającym w 2019 końcem jego kadencji, minister kultury i dziedzictwa narodowego Piotr Gliński nie zgodził się na postulowane przez dwie pozostałe instytucje współprowadzące muzeum prezydenta Warszawy i Stowarzyszenie ŻIH przedłużenie mu kontraktu bez konkursu. W maju tego roku komisja konkursowa konkursu na dyrektora Polin wybrała go na kolejną kadencję. Mimo to, minister Gliński nie powołał go na to stanowisko, zarzucając mu zaangażowanie polityczne, czemu on sam stanowczo zaprzeczał.
Wykłada historię współczesną i prowadzi badania na temat migracji międzynarodowych w XX w., Zagłady Żydów i stosunków polsko-żydowskich, reżimu komunistycznego w Polsce i pamięci społecznej. Jest autorem lub współautorem 10 książek i ponad 150 artykułów naukowych. Był stypendystą programu Fulbrighta i Fundacji Nauki Polskiej.
Jest członkiem Komitetu Nauk Historycznych PAN i Komitetu Badań nad Migracjami PAN oraz rad naukowych: ISP PAN, Ośrodka Badań nad Migracjami UW, Instytutu Nauk o Człowieku w Wiedniu i Europejskiej Sieci Pamięć i Solidarność, rady Domu Spotkań z Historią i Ośrodka Karta, a także rad redakcyjnych kilku polskich i zagranicznych czasopism naukowych. W 2015 r. prezydent Duda powołał go w skład Narodowej Rady Rozwoju, z której zrezygnował w proteście przeciw podważaniu konstytucji. Zasiadał w Międzynarodowej Radzie Oświęcimskiej i Radzie Ochrony Pamięci Walki i Męczeństwa. Jest członkiem Towarzystwa Miłośników Historii (Polskiego Towarzystwa Historycznego), stowarzyszenia Otwarta Rzeczpospolita, Stowarzyszenia Wolnego Słowa i członkiem honorowym Polskiego Stowarzyszenia Sprawiedliwych wśród Narodów Świata.
W 2024 otrzymał nominacje na przewodniczącego Międzynarodowej Rady Oświęcimskiej.

## Odznaczenia i wyróżnienia
8 marca 2013 r. – za wybitne zasługi w badaniu, dokumentowaniu i upamiętnianiu historii Marca '68, z okazji 45. rocznicy tych wydarzeń, został udekorowany przez prezydenta Bronisława Komorowskiego Krzyżem Kawalerskim Orderu Odrodzenia Polski, a w 2015 r. Krzyżem Kawalerskim Orderu Lwa Finlandii i belgijskim Orderem Leopolda (Oficer).
Otrzymał Medal Uniwersytetu Warszawskiego i Medal Powstania w Getcie Warszawskim, przyznany przez Stowarzyszenie Kombatantów Żydowskich, a za działalność w niezależnym ruchu wydawniczym odznakę „Zasłużony Działacz Kultury”. Za swe książki otrzymał m.in.: dwukrotnie nagrodę tygodnika „Polityka”, nagrodę im. Edwarda Raczyńskiego (Polskiej Fundacji Kulturalnej w Londynie), nagrodę Towarzystwa Miłośników Historii i nagrodę kwartalnika „Dzieje Najnowsze”.
W 2024 został członkiem Academia Europaea.

## Wybrane publikacje

### Druki zwarte
- Kraj bez wyjścia? Migracje z Polski 1949–1989, Warszawa 2010 – nagrodzona w konkursie tygodnika „Polityka” jako najlepsza książka historyczna 2010;

- Historia. Wiek XX (podręcznik dla szkół ponadgimnazjalnych), Warszawa 2012;
- Historia. Podręcznik dla klasy II (wraz z J. Czubatym) i Historia. Podręcznik dla klasy III szkoły średniej, Warszawa 2009;
- Od Piłsudskiego do Wałęsy. Studia z dziejów Polski w XX wieku, Warszawa 2008 (współredaktor i współautor);
- Złote lata PZPR: finanse partii w dekadzie Gierka, Warszawa 2008;
- PRL. Trwanie i zmiana, Warszawa 2003 (współredaktor i współautor);
- Patterns of Migration in Central Europe, New York 2001 (współredaktor i współautor);
- Kampania antysyjonistyczna w Polsce 1967–1968, Warszawa 2000;
- Nadzieja i zagłada. Ignacy Schwarzbart – żydowski przedstawiciel w Radzie Narodowej RP, 1940–1945, Warszawa 1995.

### Artykuły
- „O dalszy rozwój badań nad socjalistycznymi praktykami społecznymi. Uwagi o stanie i możliwościach refleksji nad naturą PRL”, w: K. Brzechczyn (red.), Obrazy PRL. O konceptualizacji realnego socjalizmu w Polsce, Poznań 2008;
- Wpływ PRL na postawy Polaków w III Rzeczypospolitej, w: Jan Szomburg (red.), Modernizacja Polski. Kody kulturowe i mity, Gdańsk 2008;
- „The Polish debates on the Holocaust and the Restitution of the Property”, w: Martin Dean, Constantin Goschler and Philipp Ther (red.), Robbery and restitution. The Conflict over Jewish Property in Europe, Oxford and New York 2007;
- Anti-Zionism as multipurpose policy instrument: The anti-Zionist campaign in Poland, 1967–1968, Journal of Israeli History 2006, vol. 25 nr 1;
- Das komunistische Polen aus Auswanderungsland, Zeithistorische Forschugen / Studies in Contemporary History 2005, nr 3;
- Fighting against the shadows: The anti-Zionist campaign of 1968, w: Robert Blobaum (ed.), Antisemitism and Its Opponents in Modern Poland, Ithaca 2004;
- Jedwabne: Revisiting the evidence and nature of the crime, Holocaust and Genocide Studies 2003, vol. 17, no. 1;
- „Finanse PZPR” i „Rok 1968”, w: Andrzej Paczkowski (red.), Centrum władzy w Polsce 1948–1970, Warszawa 2003;
- The Polish government-in-exile and the Final Solution: What conditioned its actions and inactions?, w: Joshua D. Zimmerman (red.), Contested Memories. Poles and Jews During the Holocaust and Its Aftermath, New Brunswick and London 2003;
- Milion straconych Polaków, Biuletyn Instytutu Pamięci Narodowej, 2002, nr 3 (14);
- Jedwabne – how was it possible, Polish Sociological Review, 2002, nr 1 (137);
- „Międzynarodowa mobilność zarobkowa w PRL” i „Akumulacja i wykorzystanie migracyjnego kapitału społecznego”, w: Ewa Jaźwińska, M. Okólski (red.), Ludzie na huśtawce. Migracje między peryferiami Polski i Zachodu, Warszawa (Scholar) 2001;
- Współczesne migracje do Polski: co jest istotne z punktu widzenia polityki migracyjnej, ISS Working Papers, sierpień 1998;
- Mechanizmy i uwarunkowania migracji zarobkowych do Polski, ISS Working Papers, sierpień 1997;
- Early news of the Holocaust from Poland, Holocaust and Genocide Studies, vol. 11, no. 1 (Spring 1997);
- Forced Migrations in Central European History, International Migration Review 1992, vol. 26, nr 2.